# 國道16號 (日本)

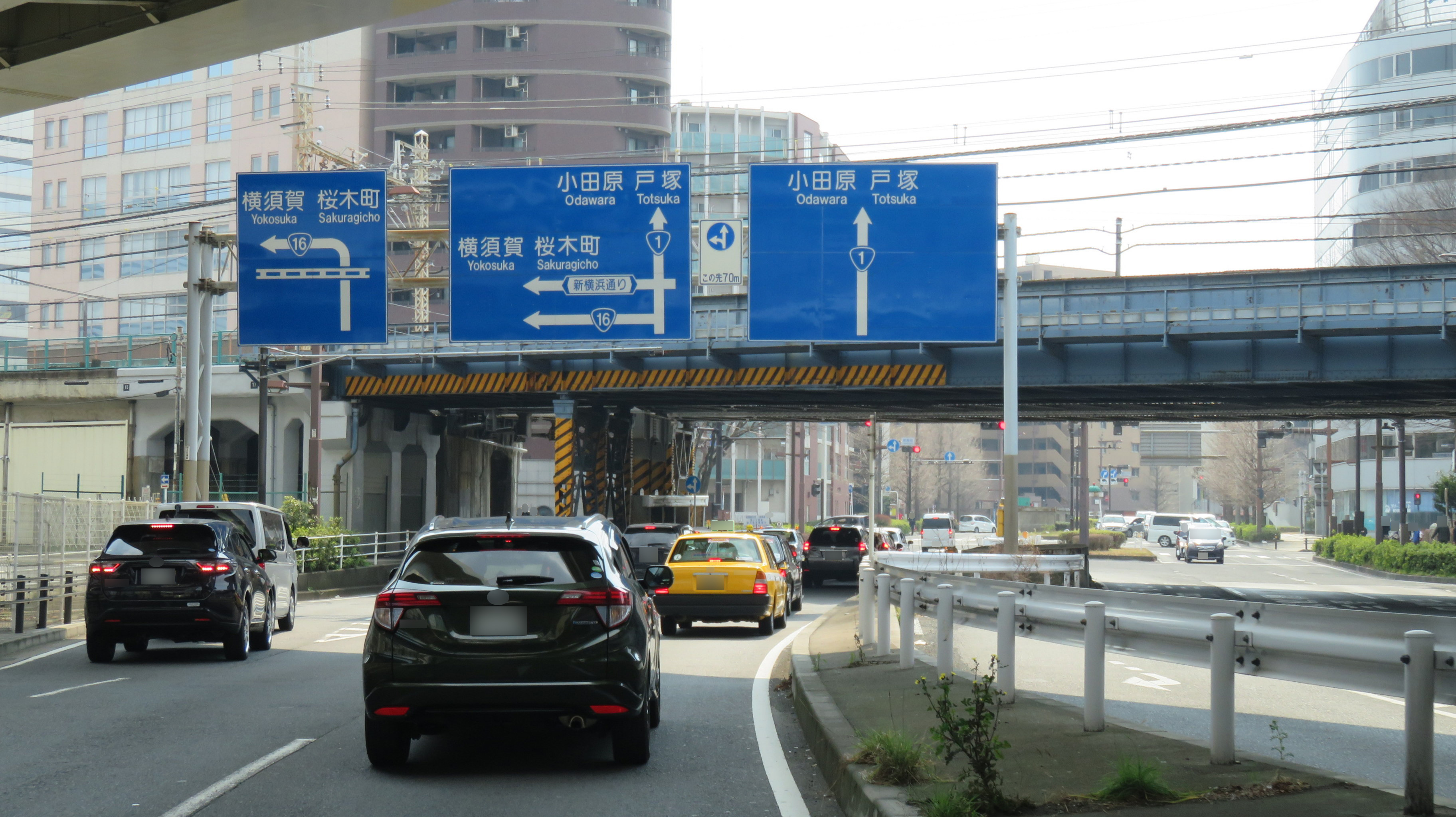
作為國道16號起點與終點的高島町交岔點

國道16號（日语：／ Kokudō Jūroku-gō）是以日本神奈川縣橫濱市西區為起終點的環狀一般國道，途中繞行日本首都圈，也被稱為東京環狀線（相武國道事務所管内）、八王子街道、橫須賀街道（橫濱國道事務所管内）。

## 概要
以東京都心部為中心，起於神奈川縣橫濱市西區高島町交差點，經横浜市、東京都町田市、神奈川縣相模原市、東京都八王子市、埼玉縣川越市、埼玉市、千葉縣柏市、千葉市、木更津市至高島町交差點的一般國道路線。是少數連結東京近郊的環狀道路，也是唯一橫斷東京都多摩地域的國道。日本起終點相同的環狀國道僅本道與國道302號。
國道16號在東京灣口觀音崎（神奈川縣橫須賀市）至富津岬（千葉縣富津市）間的區段屬於海上區間，由海上渡輪行駛。2020年代，在東京灣口實際運航的航線有東京灣渡輪的久里濱港（橫須賀市）金谷港（富津市）航線，橫跨東京灣的東京灣跨海公路則位於北方，連結神奈川縣川崎市與千葉縣木更津市。
沿線是擁有龐大人口的首都圈郊外、臥城，路邊式店鋪發達，因此是日本社會和消費的考察及分析對象。1960年代以後，東京臥城人口急增，SOGO與大榮在國道16號沿線展店（彩虹法則）。隨著16號周邊居住人口增加，逐漸形成成熟的生活方式與文化，綠地保護和再生的運動也越來越多。
由於連結了東京近郊的主要郊外都市，白天交通量非常大，易發生堵塞。保土谷繞道等處的早晨尖峰時刻常有堵塞情形發生。全線大部分為單側兩車道，保土谷繞道等少數區間為單側三車道。另一方面，也有千葉縣富津市等處為單側一車道區間。本線與環七通、環八通同為表示東京都心部（千代田區、港區、中央區）的距離基準。國道16號距離東京都心部的直線距離約30至40公里。

## 路線資料
- 起點；終點：神奈川縣橫濱市西區（高島町交岔點）
- 重要經過地：神奈川縣橫須賀市、相模原市、東京都町田市、八王子市、埼玉縣川越市、埼玉市、春日部市、千葉縣野田市、柏市、千葉市、木更津市
- 總長度：348.4 km（埼玉縣 40.2 km、埼玉市 16.5 km、千葉縣 92.7 km、千葉市 33.7 km、東京都 37.4 km、神奈川縣 32.2 km、橫濱市 80.2 km、相模原市 15.4 km）包含共線長度、未供用長度（海上區間）[6]
- 共線長度：1.2 km（埼玉縣 - km、埼玉市 - km、千葉縣 - km、千葉市 - km、東京都 - km、神奈川縣 - km、橫濱市 1.2 km、相模原市 - km）[6]
- 未供用長度：21.0 km（埼玉縣 - km、埼玉市 - km、千葉縣 5.0 km、千葉市 - km、東京都 - km、神奈川縣 - km、橫濱市 16.0 km、相模原市 - km）[6]
  - 未供用長度的海上區間 : 5.0 km（埼玉縣 - km、埼玉市 - km、千葉縣 5.0 km、千葉市 - km、東京都 - km、神奈川縣 - km、橫濱市 - km、相模原市 - km）、東京灣[6]
- 實際長度：326.2 km（埼玉縣 40.2 km、埼玉市 16.5 km、千葉縣 87.7 km、千葉市 33.7 km、東京都 37.4 km、神奈川縣 32.2 km、橫濱市 63.0 km、相模原市 15.4 km）[6]
  - 現道：307.0 km（埼玉縣 40.2 km、埼玉市 16.5 km、千葉縣 87.7 km、千葉市 33.7 km、東京都 37.4 km、神奈川縣 32.2 km、橫濱市 54.2 km、相模原市 14.9 km）[6]
  - 舊道：無[6]
  - 新道：19.2 km（埼玉縣 - km、埼玉市 - km、千葉縣 - km、千葉市 - km、東京都 9.9 km、神奈川縣 - km、橫濱市 8.8 km、相模原市 0.5 km）[6]
- 指定區間：橫濱市西區櫻木町（日语：桜木町 (横浜市)）七丁目41-21至富津市富津字東町1503-1、橫須賀市走水二丁目1069-1至橫濱市西區櫻木町七丁目41-3
- 海上區間：千葉縣富津市富津（富津岬） - 神奈川縣橫須賀市走水（觀音崎附近）。此區間曾規劃橫跨東京灣的東京灣口道路（日语：東京湾口道路）但未付諸實行，因此目前並無道路連結，依靠東京灣渡輪航行。
- 雨量管制區間：無

## 歷史
從歷史可將國道16號分為橫濱至橫須賀區間及其他部分。

### 橫濱至橫須賀區間
1887年（明治20年）7月2日，勅令第28號指定各地至鎮守府道路為國道。同年7月8日，橫濱至橫須賀區間指定為「國道45號」（東京至橫須賀鎮守府路線）。該道路相當於當時的「國道1號」（東京至橫濱路線，相當於現在的國道15號），可視為其延長路線。1920年（大正9年）依舊道路法施行路線認定，將舊國道45號改為「國道31號」（東京市至橫須賀鎮守府所在地路線），1952年（昭和27年）12月4日再依新道路法指定為「一級國道16號」（橫濱市 - 橫須賀市）。一級國道16號最初的終點是在橫須賀市中心。由於明治時期以來，作為軍港的橫須賀在國家戰略上十分重要，因而將此路線升格為一級國道。

### 橫濱至富津區間
江戶時代的橫濱至八王子區間，是神奈川宿經八王子往甲州街道的主要街道（參照「神奈川往還」「町田街道」）。此外，江戶時代至明治時期也可在此見到許多收購津久井絲綢織物的外國商人身影。
而八王子至入間區間稱作日光脇往還，是八王子往日光東照宮的主要路線，沿線發展成宿場町。
1953年（昭和28年）5月18日依據新道路法，橫濱市至千葉市區間指定為「二級國道129號東京環狀線」，千葉市至木更津市區間指定為「二級國道127號館山千葉線」一部分。

### 環狀線化
1963年（昭和38年）4月1日進行一級國道與二級國道重整，原先的二級國道127號館山千葉線部分區間（木更津 - 千葉）與二級國道129號東京環狀線整併為一級國道16號，同時橫須賀市區 - 走水區間以及木更津市 - 富津市區間道路指定為國道，一級國道16號成為以橫濱市為起終點的路線。二級國道127號剩餘區間改為二級國道127號館山木更津線，二級國道129號則由平塚市 - 相模原市的主要地方道昇格為「二級國道129號平塚相模原線」。1962年（昭和37年）建設省計畫在富津 - 走水間建設跨海的東京湾口道路，因此將上述的兩段二級國道改為以東京灣與都心為中心的環狀路線。
- 1965年（昭和40年）4月1日道路法修正，國道不再區分一、二級，所有一般國道重編，「一級國道16號」改為「一般國道16號」。

### 啟用、路線指定沿革
【神奈川縣區間】
【東京都區間】
【埼玉縣區間】
【千葉縣區間】
- 1966年（昭和41年）4月：呼塚 - 櫻台開通[16]
- 1966年（昭和41年）8月10日：若柴 - 呼塚開通[17][18]
- 1968年（昭和43年）3月：柏市若柴 - 柏市大島田啟用[19]
- 1968年（昭和43年）3月：八千代市島田 - 八千代市米本啟用[19][20]
- 1969年（昭和44年）：船橋市小室町 - 船橋市小野田町 2.2 km啟用
- 1969年（昭和44年）：千葉市長沼原町 - 千葉市天台町 4.2 km啟用
- 1970年（昭和45年）：八千代市米本 - 八千代市邊田前啟用[20]
- 1970年（昭和45年）：千葉市橫戶町 - 千葉市大日町啟用
- 1970年（昭和45年）：野田市 - 千葉市全線啟用[21]

## 路線狀況

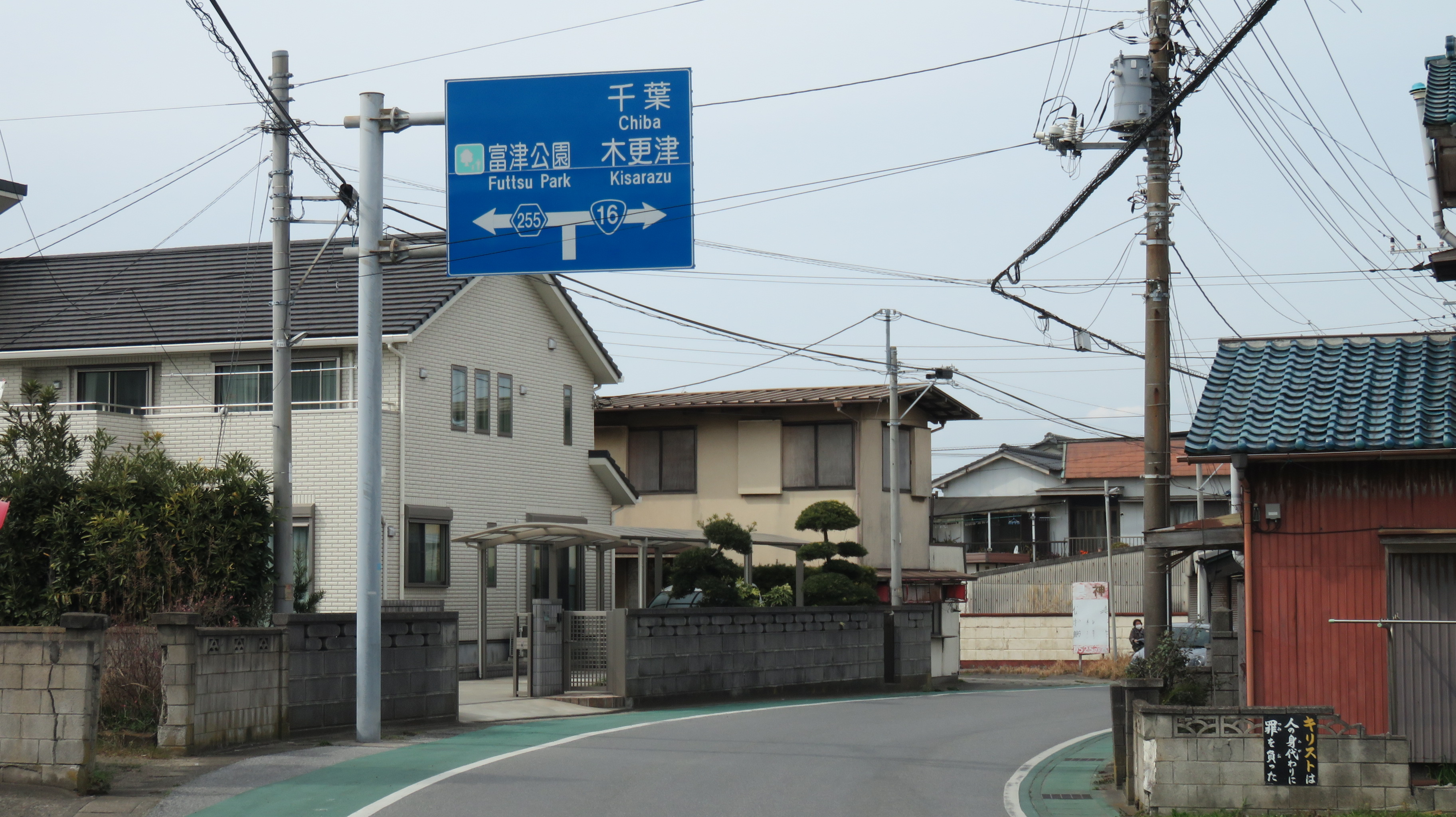
千葉縣富津市端點富津岬附近（千葉縣富津市富津）

雖然是環狀路線，但因包含東京灣的海上區間，因此並非是完整的環狀道路，而神奈川縣橫須賀市與千葉縣富津市端點也未跟東京灣港口接續。法令上的起終點雖然都在橫濱市，但實際上的道路末端是東側的富津市富津交差點與西側的橫須賀市走水。未來規劃透過稱為「東京灣口道路」的地域高規格道路連接，而神奈川縣側的連接道路橫濱橫須賀道路也將指定為國道16號。現在東京灣區間的替代交通手段是利用東京灣渡輪（金谷港 - 久里濱港）迂迴連接。「東京灣口道路」計畫因受到1997年（平成9年）開通的東京灣跨海公路（國道409號）不斷累積的龐大赤字影響，2008年（平成20年）決定擱置，幾乎確定不會興建。

### 東京都、神奈川縣區間

#### 橫濱國道事務所區間

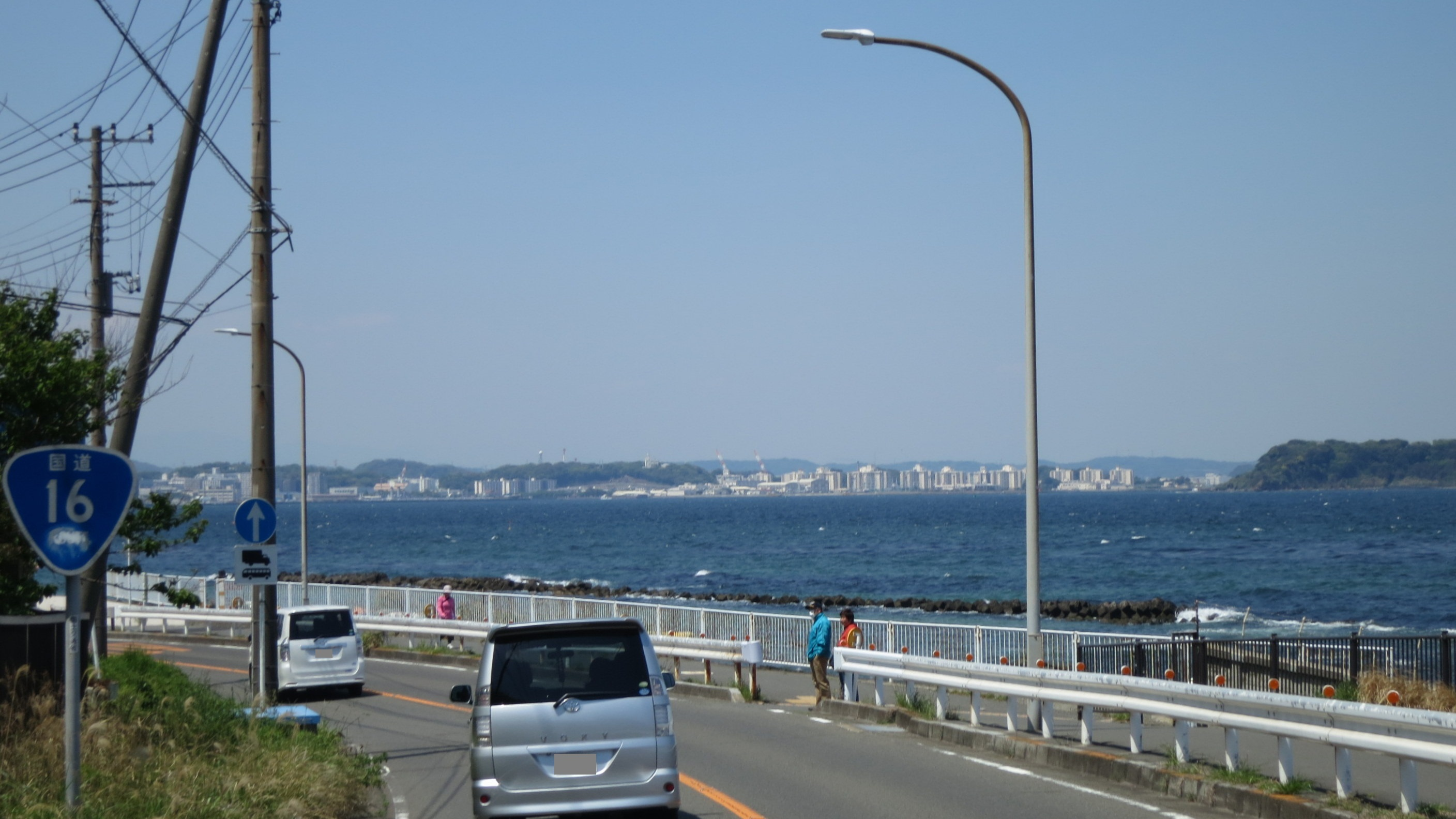
觀音崎 (神奈川縣)周邊（神奈川縣橫須賀市走水）

起終點是與國道1號交會的橫濱市西區高島町高島町交差點。從此處往橫須賀市走水，會沿著東京灣海岸線與JR根岸線、京急本線旁的橫須賀街道，經橫須賀市中心，至橫須賀市三春町的三春町二丁目交差點轉入馬堀海岸旁的橫須賀海岸通。通過馬堀海岸後變成一般的2車道道路，至走水2丁目防衛大學校走水集會場前的小三叉路為止為國道，再往前是神奈川縣道209號觀音崎環狀線。
國道16號從橫須賀往橫濱，端點高島町交差點所有車道皆為右轉車道，通行車輛僅可往國道1號東京方向前進。要往八王子方向時，需經由與國道16號平行的櫻川新道（神奈川縣道13號橫濱生田線）至高島町交差點左轉。沿著國道1號重複區間往西至濱松町交差點轉向西北，經橫濱環狀2號線交點（川島）至上川井交流道與保土谷繞道本線匯合。作為「與現道平行之繞道」的保土谷繞道是免費的自動車專用道路，使用者多，為日本交通量最大的一般道路。此外，從上川井交流道至大和市內，有條經目黑交差點、月見野站附近的舊道，但不在國道的指定範圍內。
在上川井交流道與保土谷繞道會合後，以平面的大和繞道（現道）、高架的保土谷繞道之雙層構造一路延伸至東京都町田市東名高速道路橫濱町田交流道、國道246號交點（東名入口交差點）。

#### 相武國道事務所區間

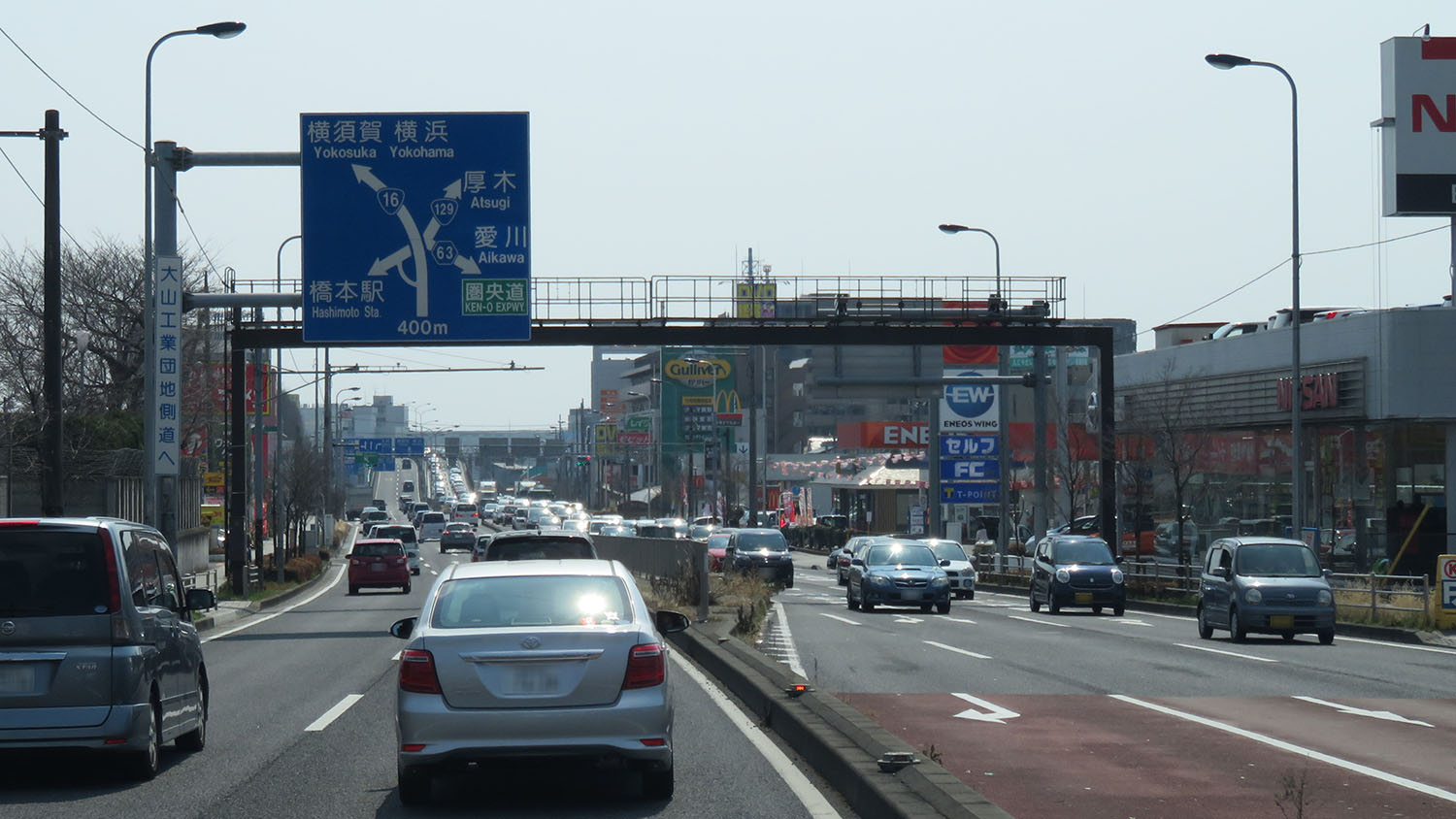
國道129號分岐點附近（神奈川縣相模原市綠區橋本）

從東名入口交差點開始為相武國道事務所管區。管區邊界設於町田市內的交差點上，而非東京都町田市與神奈川縣橫濱市的都縣界上。從橫濱區間的上川井交流道至橫濱町田交流道雖然已立體化，但現在白天仍有交通堵塞情形發生，因此相武曲間也進行町田市東名入口交差點立體化工程（保土谷繞道II期、町田立體事業）。保土谷繞道延伸後，從橫濱方向至南町田Grandberry Park站北側平地部分（大和繞道）接續地點將完全立體化。此外，町田立體是由川崎國道事務所進行。
過境川後再次進入神奈川縣。從過去國道16號舊道（神奈川縣道、東京都道56號目黑町町田線）與大和繞道接續點起，至相模大野站附近的谷口陸橋為止是雙向各3車道的寬廣道路。從谷口陸橋至橋本則是幾乎沒有彎道的長直線區間，由於鄰近町田市的都縣交界，此段有許多往來町田市方向的車流。此區間與町田市側平行的町田街道合稱神奈川往還、濱街道、絹之道，是江戶時代後期至明治時期八王子運輸絹布至橫濱港的主要路線。通過鵜野森後，周邊路邊式大型商店與家庭餐廳林立。之後持續前進，高架穿越國道413號與JR橫濱線後，抵達一般道路的現道與八王子繞道分岐處元橋本交差點。
相模原市中央區一帶道路寬廣，為雙向各2車道，備有側道與路樹及人行步道。這是過去汽車用高速車道、馬車及推車等緩速車道、與人行步道分離所留下的。此處相模原市區的林蔭大道也在1994年（平成6年）入選讀賣新聞社的「新日本街路樹100景」。也有在戰時可作緊急用跑道的說法。部分區間運用側道整備為自行車道。
從橋本方向沿著主線前進，即為2015年10月償還完畢改為免費區間的八王子繞道。八王子繞道再次進入東京都町田市後與町田街道立體交會（相原交流道），接著至越過北野街道的打越出口為止是無交通號誌的完全立體化路段，禁止自行車、行人通行（須利用另外整備的步道）。之後越過國道20號，於左入交差點再次與現道接續。北野街道以北一樣有許多路邊式店鋪，部分區間交通流量大。

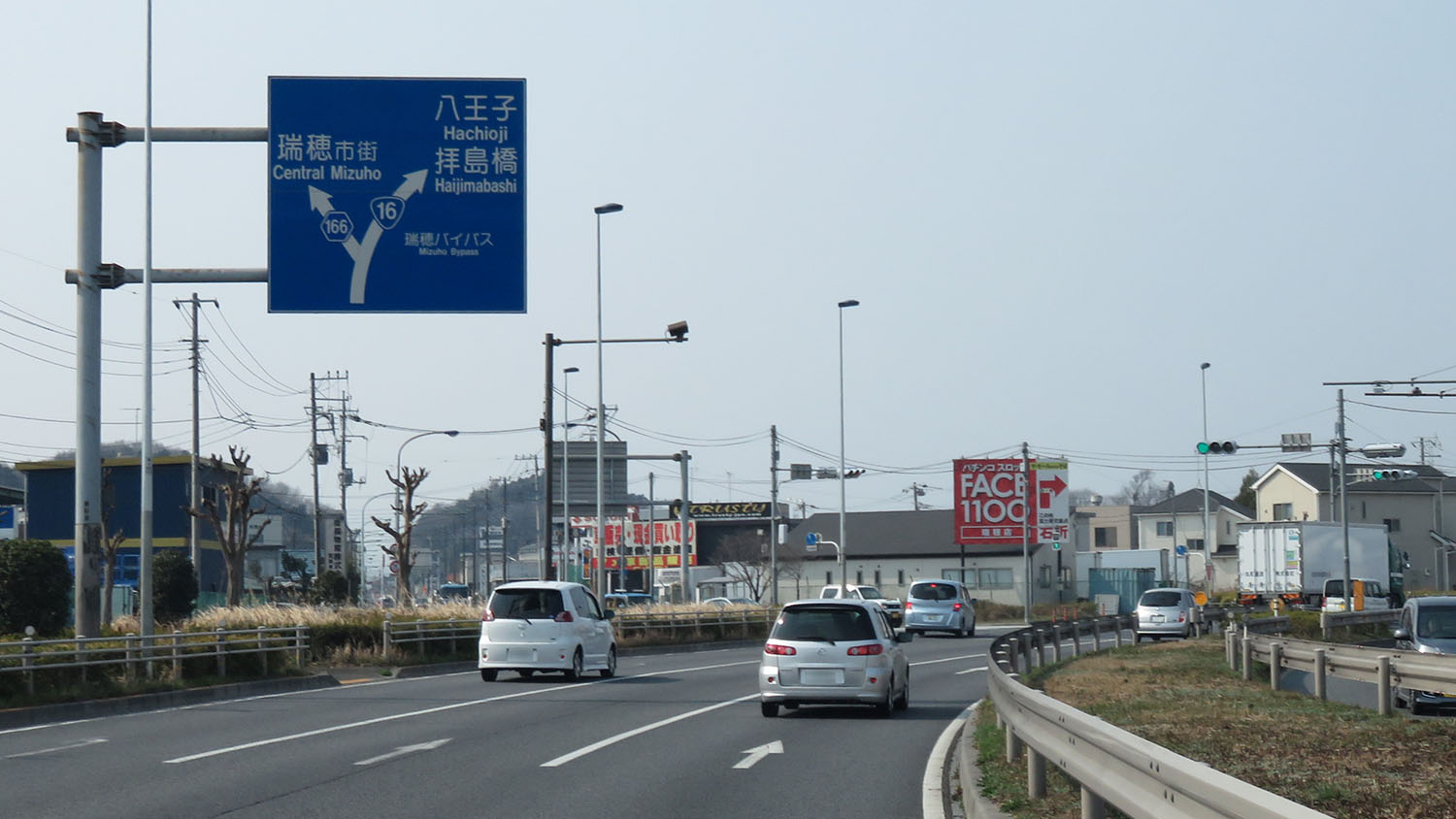
瑞穗繞道（東京都西多摩郡瑞穗町）

另一方面，現道從元橋本交差點往前進，與繞道一樣進入町田市並與町田街道平面交會，接著在鑓水附近進入八王子市，穿過八王子繞道御殿峠交流道，越過御殿峠。此外，元橋本交差點至萬町交差點雙向各僅一車道。由於與町田街道、北野街道、甲州街道等主要道路及JR中央線交會，尖峰時刻交通流量大。與甲州街道（雙向各二車道）共用部分區間後往北，經淺川橋、穿過丘陵「稻荷坂」。該區間在2018年1月14日完成4車道化拓寬。通過谷野街道入口南交差點後與中央自動車道八王子交流道接續。在左入交差點與繞道接續後，皆為雙向各二車道的現道、繞道車流量常在此形成堵塞。
從左入橋交差點爬坡後是寬廣的多摩川與拜島橋。在此之前，道路在堂方上交差點左彎，至小荷田交差點為止是1.5 km的新奧多摩街道（東京都道29號立川青梅線） 重複區間。該區間是外回（新奧多摩街道、下行）2車道、內回（新奧多摩街道、上行）3車道，但路寬不變。內回由於增設右轉車道因此車道較窄，大型車在此較為吃力。
從小荷田交差點越過武藏野橋，經過美軍橫田基地後，為舊道（現東京都道166號瑞穗秋留野八王子線）與繞過箱根崎站周邊的瑞穗繞道分岐點。繞道與青梅街道立體交會後，再次與舊道匯合，進入埼玉縣入間市。

### 大宮國道事務所區間（埼玉縣內）

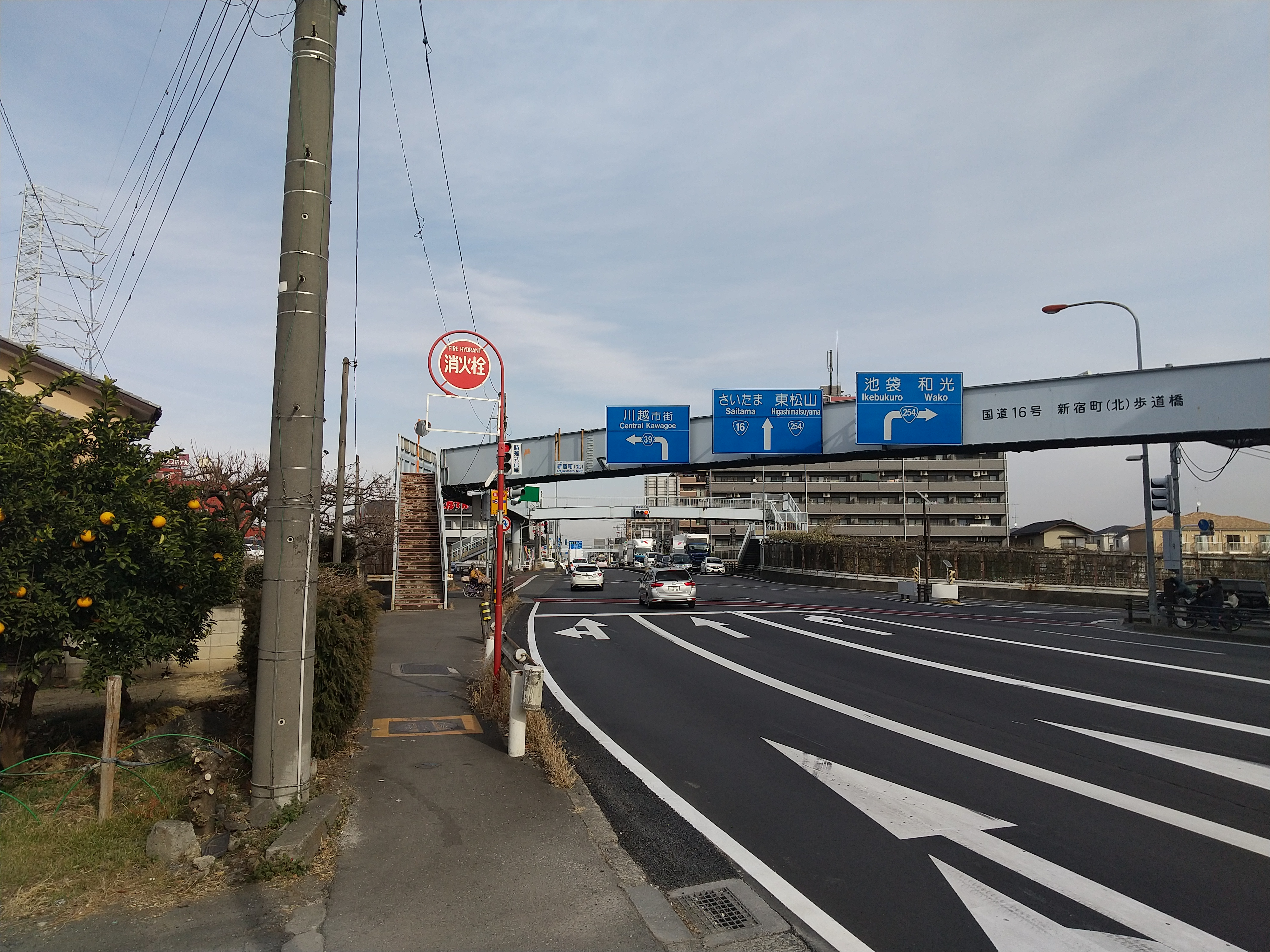
國道254號交差點（埼玉縣川越市新宿町）

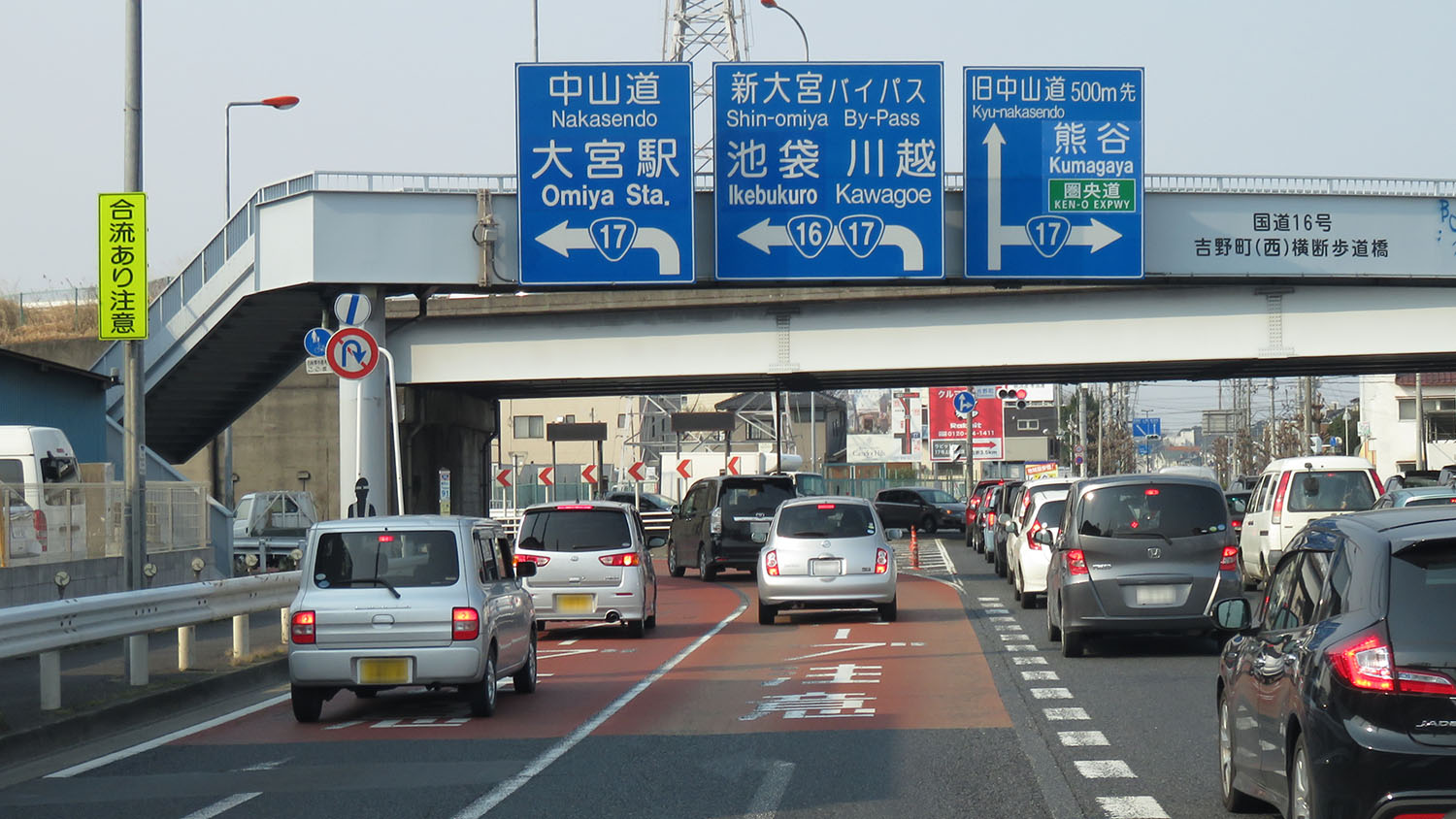
國道17號分岐點（埼玉縣埼玉市北區吉野町）

通過首都圈中央連絡自動車道（圈央道）入間交流道後，武藏繞道前的入間、狹山市界一帶原是雙向各1車道區間，使得河原町交差點車流易堵，2017年（平成29年）3月28日拓寬為雙向各2車道。從此，埼玉縣內的國道16號全線雙向皆為各2車道。進入川越市，通過關越自動車道川越交流道後，於脇田新町交差點右轉進入川越市區，線形不佳有急彎。國道254號在新宿町（北）交差點從右邊平面匯入國道16號。
通過與國道254號川越繞道交會的小仙波交差點後，上上江橋穿過荒川進入西大宮繞道。從宮前交流道至吉野町交流道的3.7 km區間是國道17號新大宮繞道重複區間，為雙向各3車道。
宮前交流道外回、內回皆減少1車道。在吉野町交流道往川越方向（內回）時，左側3車道合為2車道，因此前方日進(南)交差點的右轉車道時常堵塞。
從吉野町交流道側道右轉可進入東大宮繞道往東。通過原市地下道後，高架跨過JR東北本線（宇都宮線）。川越方向（內回）原市地下道車道數量從兩車道減少到一車道，雖然距離很短，早上尖峰時刻仍有交通擁堵的情形。東北自動車道岩槻交流道的埼玉市岩槻區加倉南交差點附近交通量非常大。接著沿岩槻春日部繞道進入春日部市，於小淵交差點與國道4號（日光街道）交會。從該交差點開始為春日部野田繞道，在庄和交流道交差點與國道4號繞道（新4號國道）交會後，於金野井大橋前方進入千葉國道事務所區間。

### 千葉國道事務所區間（千葉縣內）

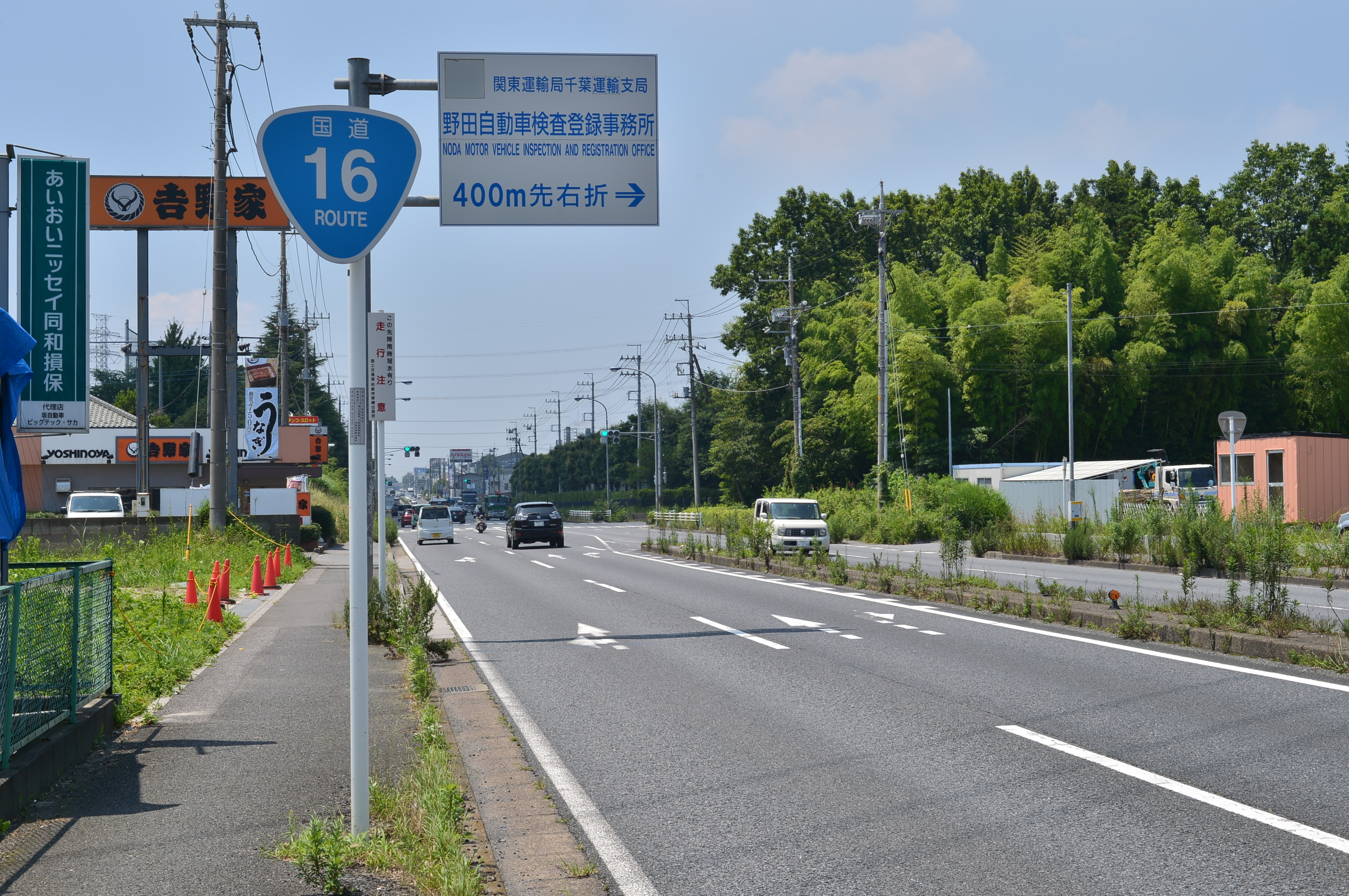
千葉縣野田市下三尾（2015年7月）

由金野井大橋跨過江戶川進入千葉縣。從野田市經千葉市至木更津市為4車道（雙向各2車道）的幹線道路，大型路邊式店鋪與工廠林立。離開野田市進入柏市後，穿越筑波快線高架至常磐自動車道柏交流道，大型車與卡車非常多。平日大型車甚至比乘用車多。接著在柏市呼塚（よばつか）與國道6號（水戶街道）交會。柏交流道 - 呼塚交差點之間車流量大，時常造成堵塞。通過呼塚交差點後跨過常磐線。通過柏交流道橫進入田園地帶，越過大津川至舊沼南町中心大津丘。大津丘交差點將與未來的國道6號繞道－柏市都市計畫道路3・3・2號箕輪青葉台線立體交會。之後以直線雙向各2車道構造通過白井市、船橋市、八千代市。該區段是1970年代以後所整備，因此路線筆直。之後在八千代市下市場與國道296號，接著跨越京成本線。
進入千葉市後，在稻毛區與東關東自動車道千葉北交流道交會。車流量從此處明顯提升，尤其是縣立運動中心周邊非常混雜，2019年損失時間為日本全國第一，須至京葉道路穴川交流道才能緩解。從穴川開始是國道357號交點（千葉市中央區濱野）是京葉道路的側道。在此側道區間分別與總武本線、京成千原線、外房線立體交會。過濱野後，穿過內房線進入京葉工業地域，大型車輛明顯增加。從君津市大和田開始轉入東京灣岸道路的裏道，由於是舊街道，僅雙向各1車道，在往前數公里即為千葉縣實際上的終點富津交差點，在此可直通千葉縣道255號富津公園線往富津岬。指定區間則從此處接至浦賀水道對岸的橫須賀市走水。過去穴川交流道交差點至廣小路交差點與國道14號重複。而登戶交差點至村田町交差點路段在京葉道路及東關東自動車道繞道開通後，指定區間改為繞道。

### 通稱
- 東京環狀
- 八王子街道
- 橫須賀街道

### 繞道

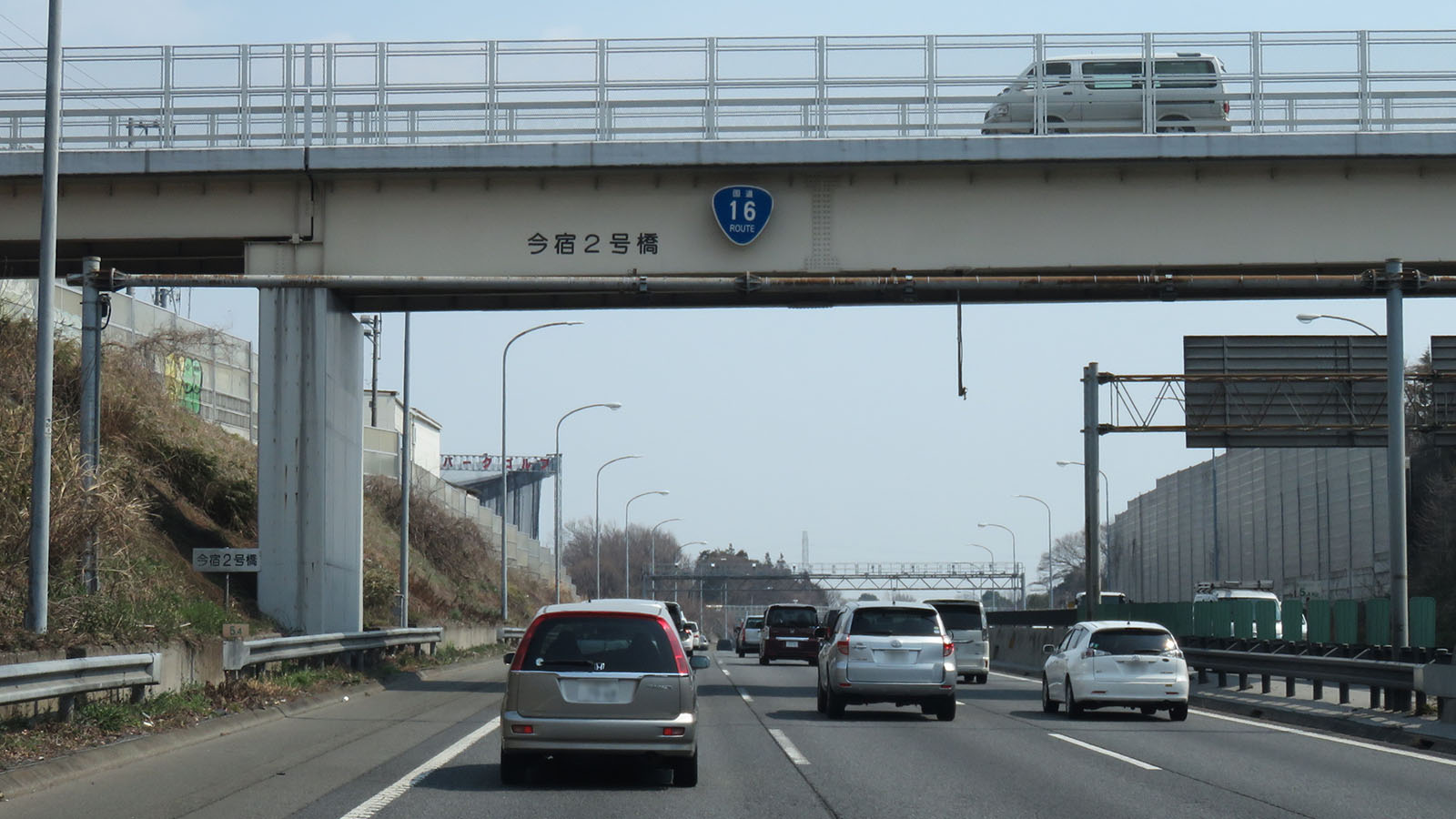
保土谷繞道（神奈川縣橫濱市旭區今宿南町）

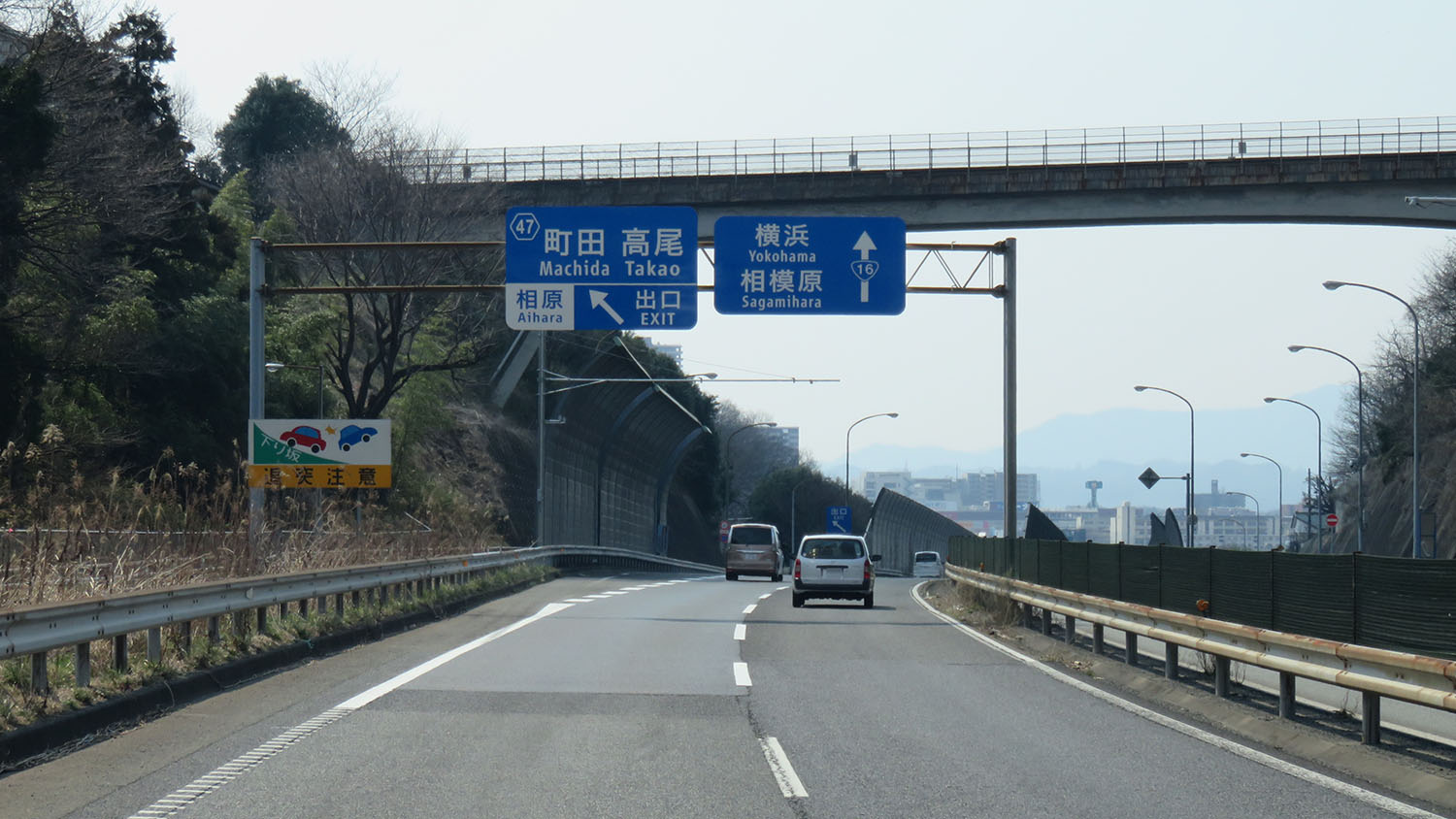
八王子繞道（東京都町田市相原町）

- 保土谷繞道（神奈川縣）
- 大和繞道（日语：大和バイパス）（神奈川縣）

- 八王子繞道（日语：八王子バイパス）（東京都）
- 瑞穗繞道（日语：瑞穂バイパス）（東京都）
- 武藏繞道（埼玉縣）
- 川越繞道（日语：川越バイパス (国道254号)）（埼玉縣）
- 西大宮繞道（日语：西大宮バイパス）（埼玉縣）
- 新大宮繞道（埼玉縣）
- 東大宮繞道（日语：東大宮バイパス）（埼玉縣）
- 岩槻春日部繞道（日语：岩槻春日部バイパス）（埼玉縣）
- 春日部野田繞道（日语：春日部野田バイパス）（埼玉縣）
- 千葉柏道路（日语：千葉柏道路）（千葉縣）：計畫中[31]
- 京葉道路（千葉縣）：收費
- 千葉繞道（日语：千葉バイパス）（千葉縣）
- 長浦木更津繞道（千葉縣）
- 泥龜繞道（神奈川縣）
- 橫濱橫須賀道路（神奈川縣）：收費
- 橫濱新道（神奈川縣）

### 重複區間

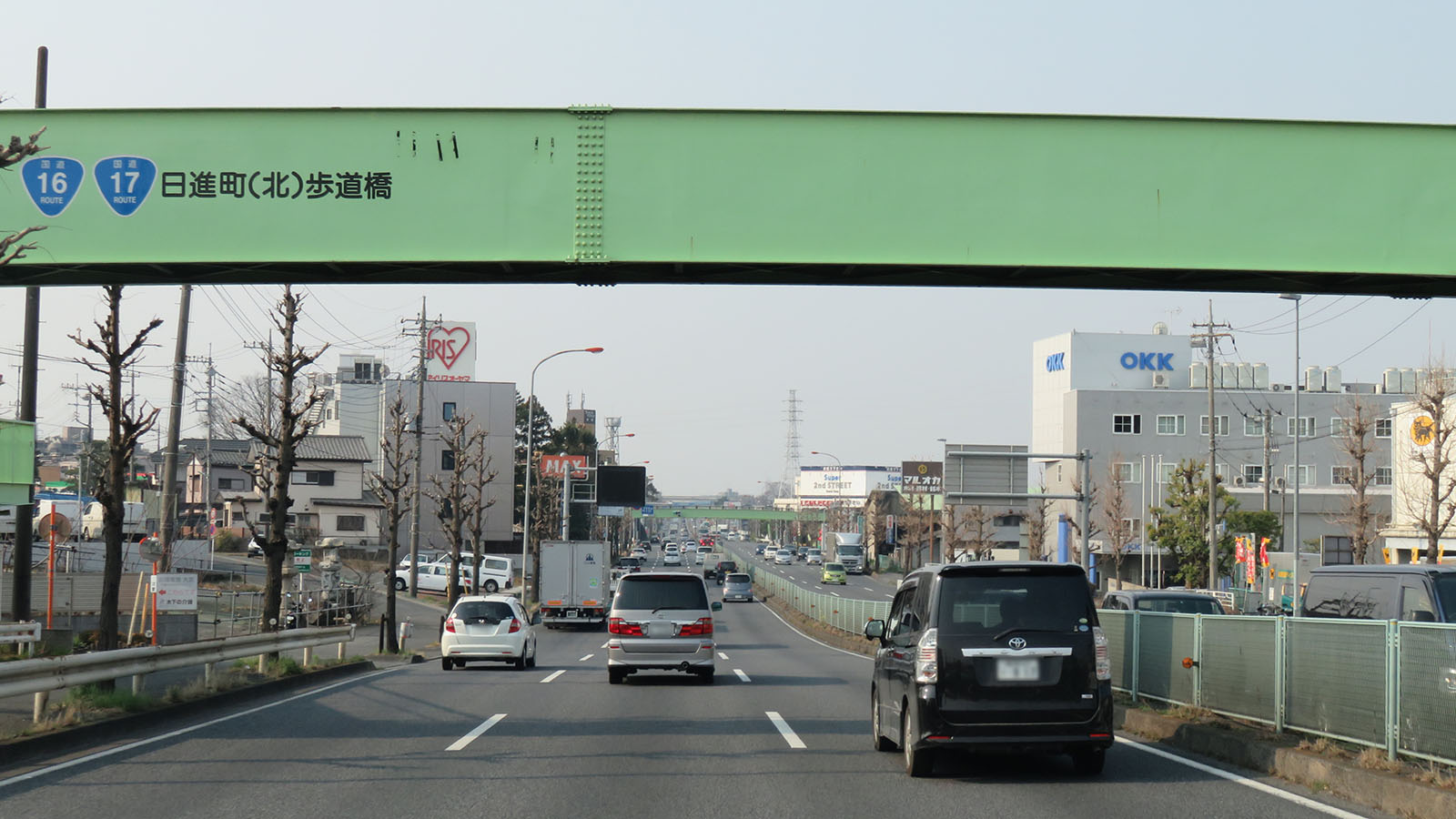
與國道17號重複區間（新大宮繞道）（埼玉縣埼玉市北區日進町）

- 國道1號（神奈川縣橫濱市西區櫻木町高島町交差點（起點） - 橫濱市西區濱松町濱松町交差點）
- 國道20號、甲州街道（東京都八王子市八日町（日语：八日町）八日町交差點 - 八王子市八幡町交差點）
- 國道254號（埼玉縣川越市新宿町新宿町北交差點 - 川越市小仙波小仙波南交差點）
- 國道17號、新大宮繞道（埼玉縣埼玉市西區宮前町宮前交流道（日语：宮前インターチェンジ） - 埼玉市北區吉野町吉野町交流道（日语：吉野町インターチェンジ））

### 道路設施

#### 橋梁
- 淺川橋（淺川，東京都八王子市）
- 拜島橋（日语：拝島橋）（多摩川，東京都昭島市）
- 上江橋（日语：上江橋）（荒川，埼玉縣川越市）※一般國道最長的河川橋梁
- 春日部大橋（大落古利根川，埼玉縣春日部市）
- 金野井大橋（江戶川，埼玉縣春日部市 - 千葉縣野田市）
- 八千代橋（新川（日语：印旛放水路），千葉縣八千代市）
- 養老大橋（養老川，千葉縣市原市）
- 木更津大橋（小櫃川，千葉縣木更津市）

#### 道之驛
- 千葉縣
  - 八千代（日语：道の駅やちよ）（八千代市）

## 地理

### 通過市町村
橫濱橫須賀道路除外。
- 神奈川縣
  - 橫濱市（西區 - 保土谷區 - 旭區 - 瀨谷區 - 綠區） - 大和市 - 相模原市（南區 - 中央區 - 綠區）
- 東京都
  - 町田市 - 八王子市 - 昭島市 - 福生市 - 羽村市 - 西多摩郡瑞穗町
- 埼玉縣
  - 入間市 - 狹山市 - 川越市 - 埼玉市（西區 - 北區） - 上尾市 - 埼玉市（見沼區 - 岩槻區） - 春日部市
- 千葉縣
  - 野田市 - 柏市 - 白井市 - 船橋市 - 八千代市 - 千葉市（花見川區 - 稻毛區 - 若葉區 - 中央區 - 若葉區 - 中央區） - 市原市 - 袖浦市 - 木更津市 - 君津市 - 富津市
- 神奈川縣
  - 橫須賀市 - 橫濱市（金澤區 - 磯子區 - 南區 - 中區 - 西區）

### 主要山口
- 御殿峠（日语：御殿峠）（標高183 m）八王子市

## 圖集

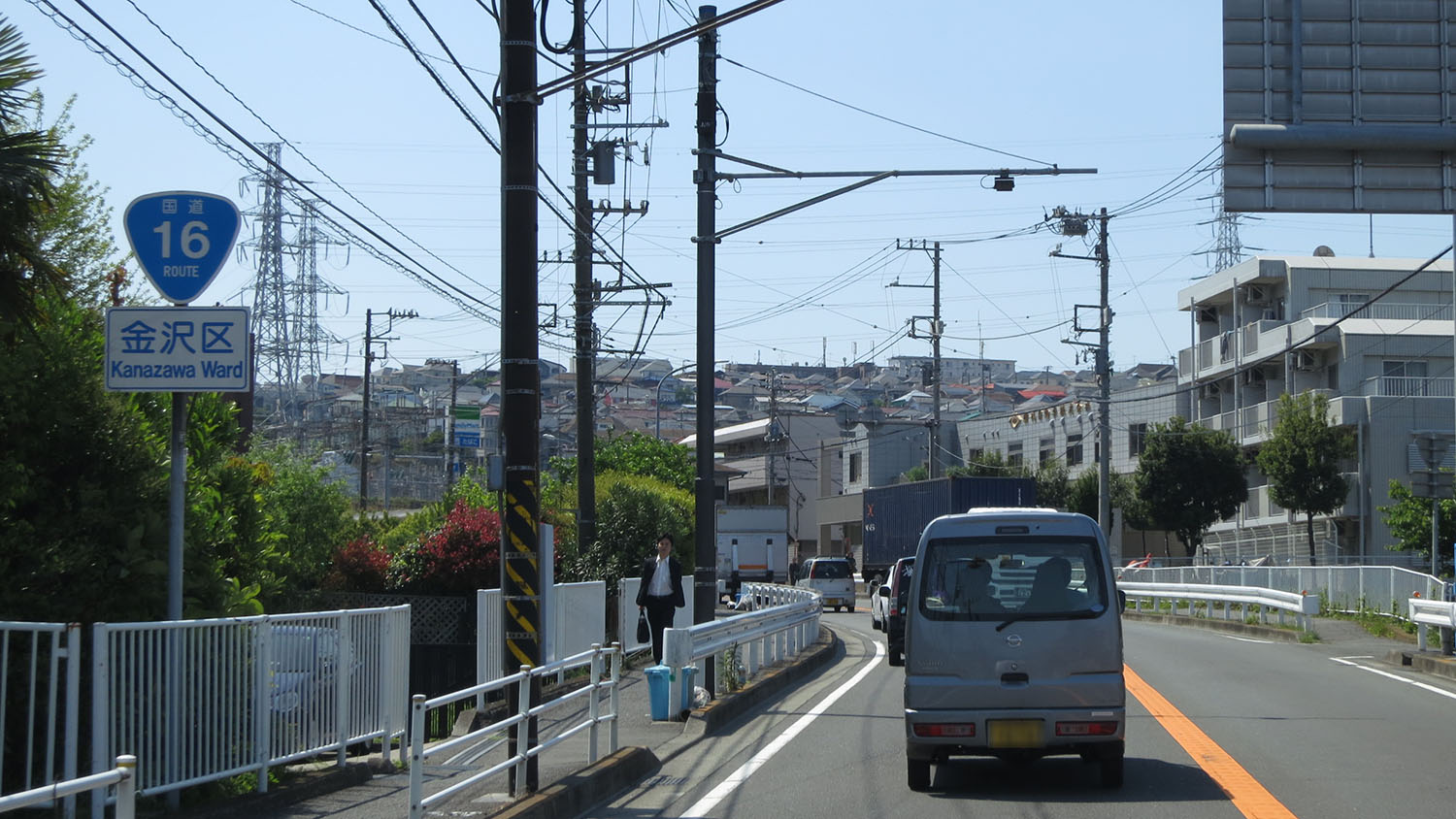
神奈川縣橫濱市金澤區富岡東
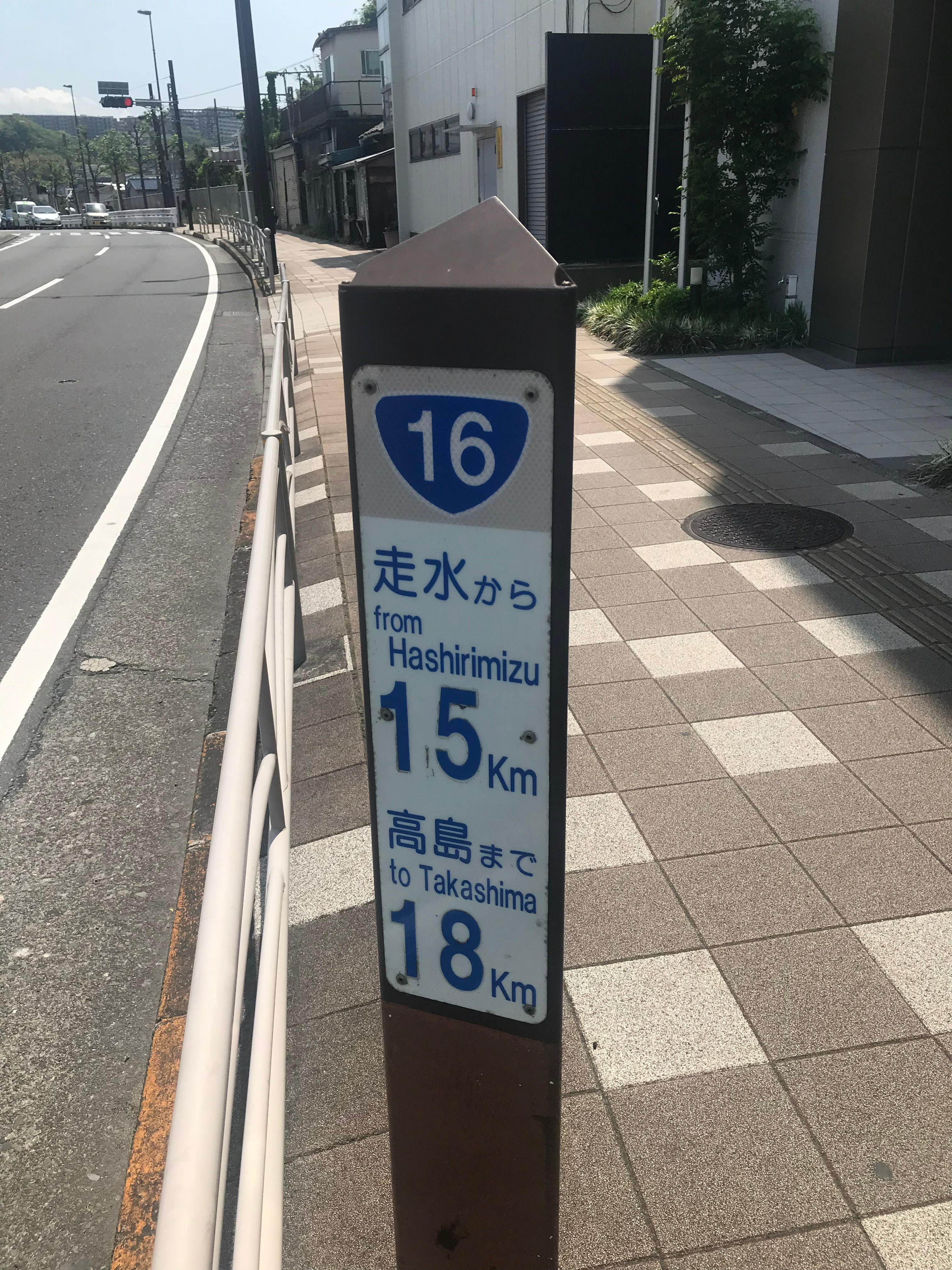
位于神奈川县横滨市六浦东的里程碑
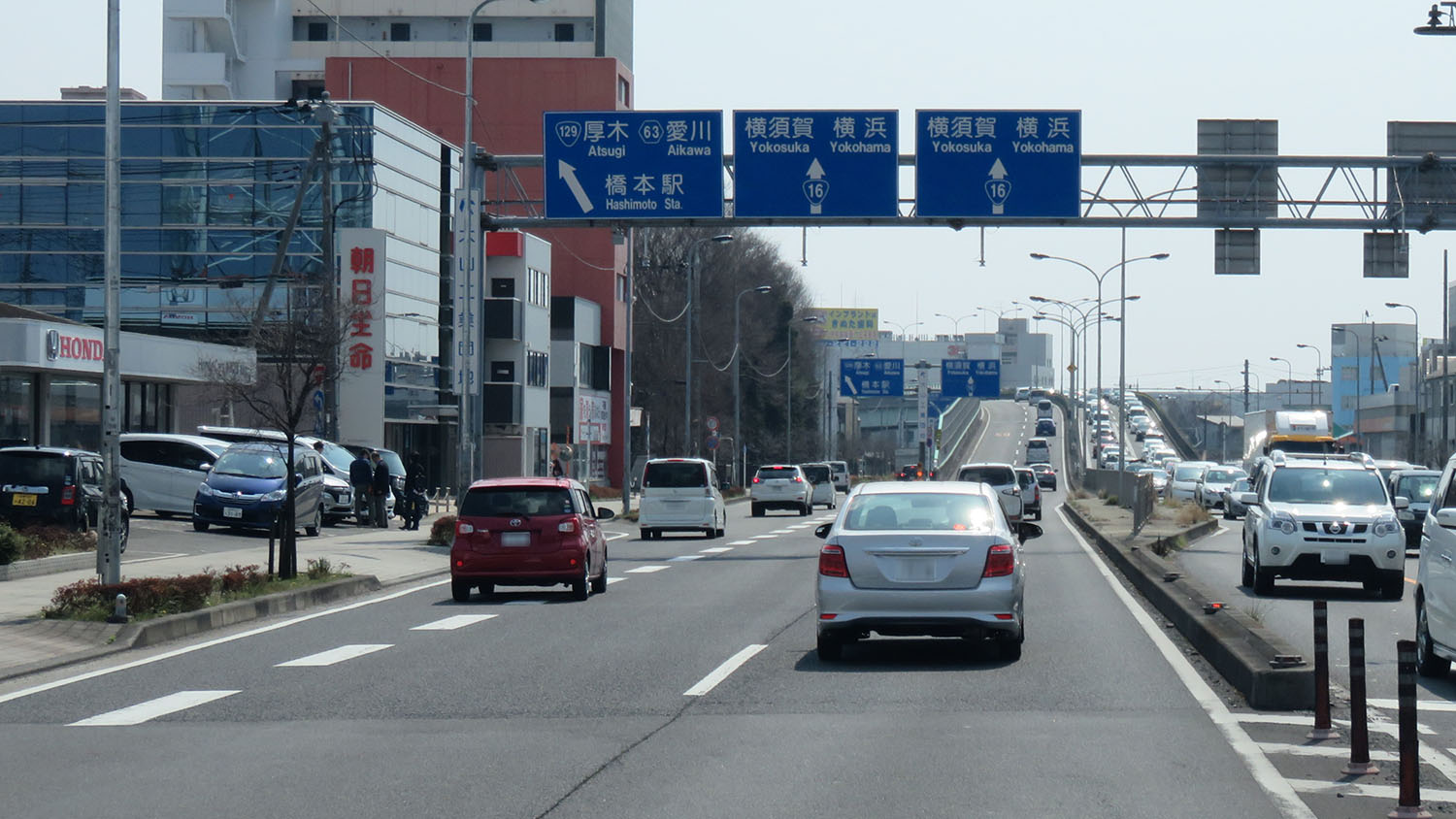
於神奈川縣相模原市與國道129號分歧
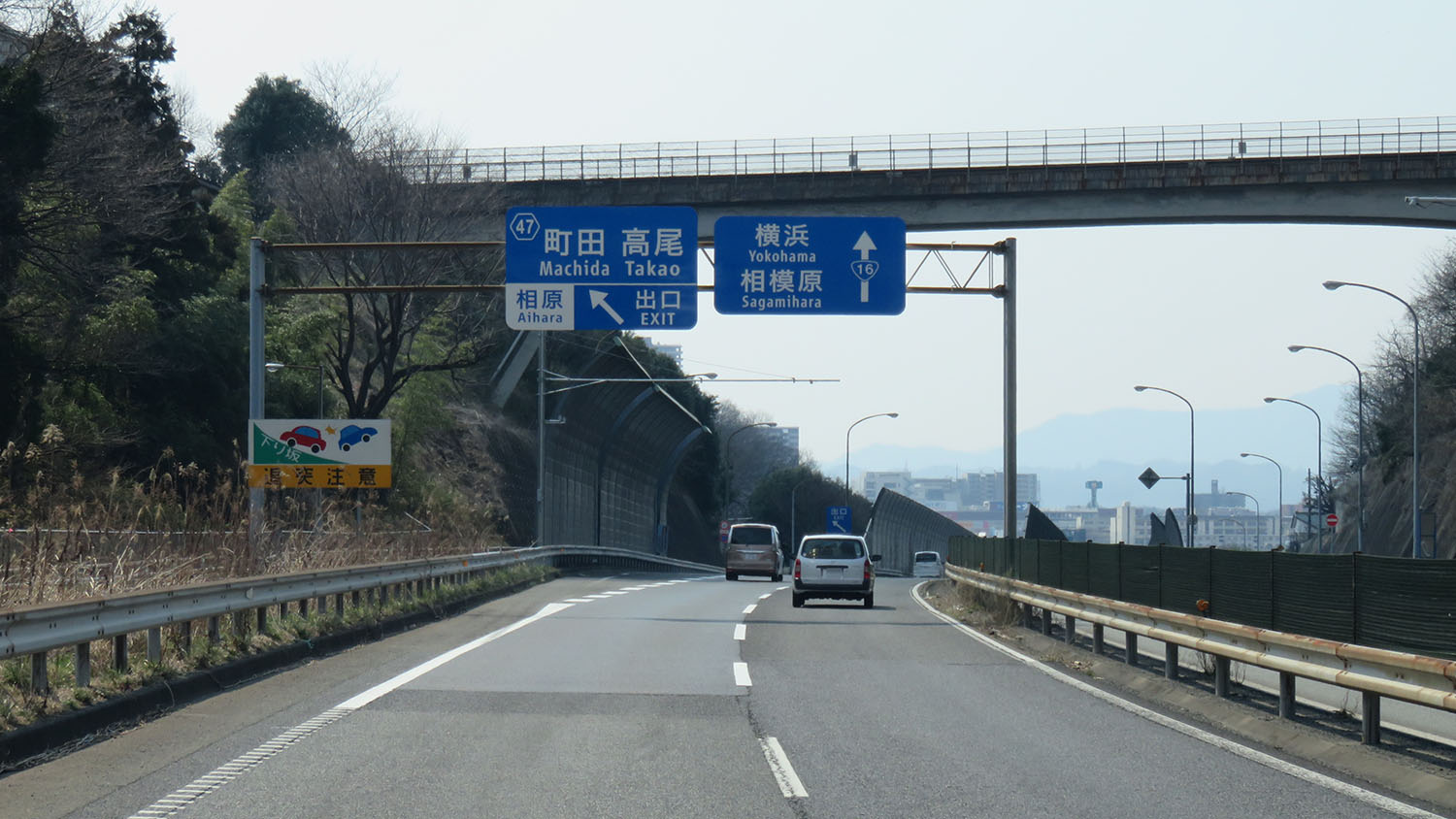
於東京都町田市相原町的八王子繞道（日语：八王子バイパス）
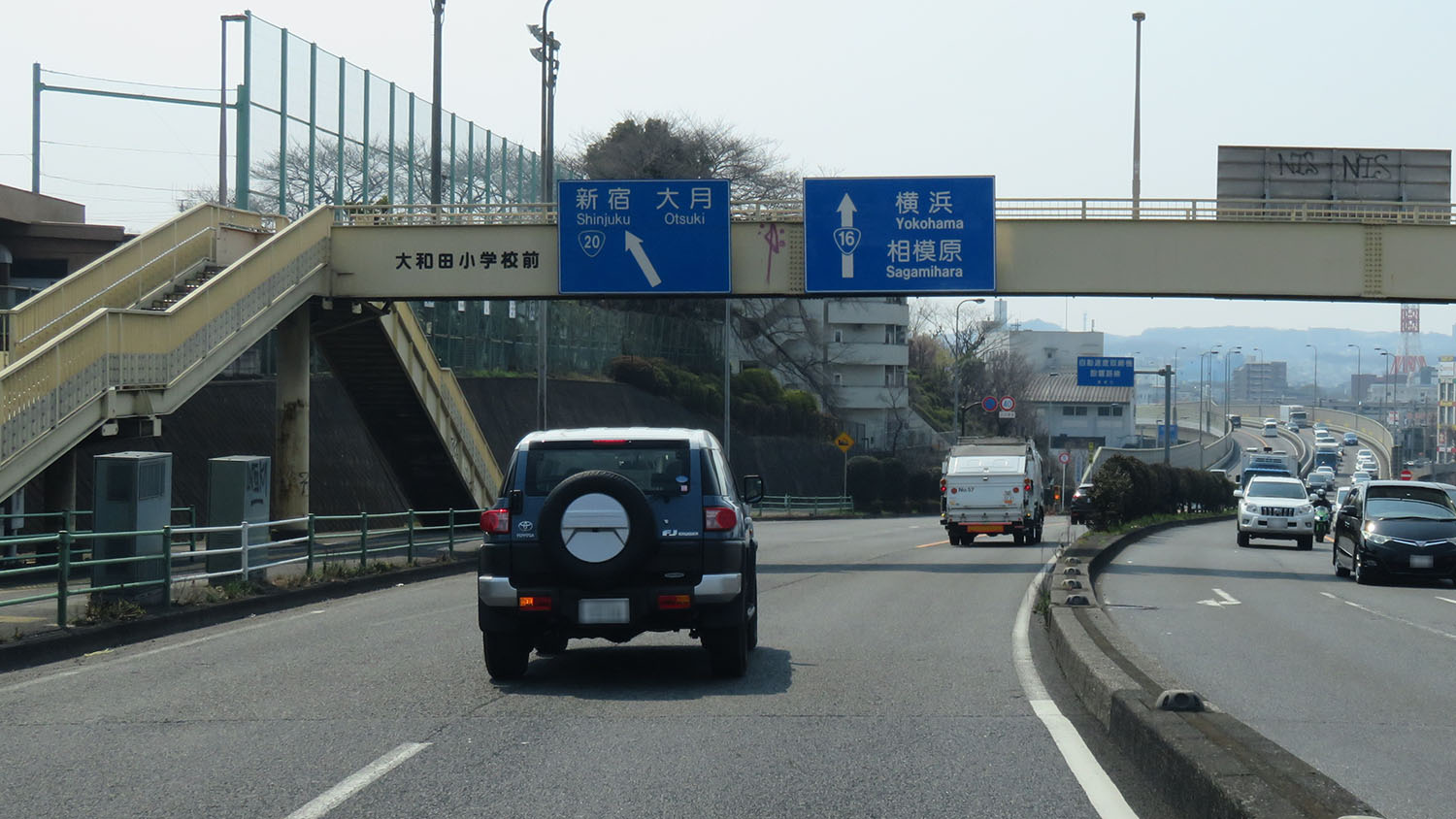
於東京都八王子市與國道20號分歧
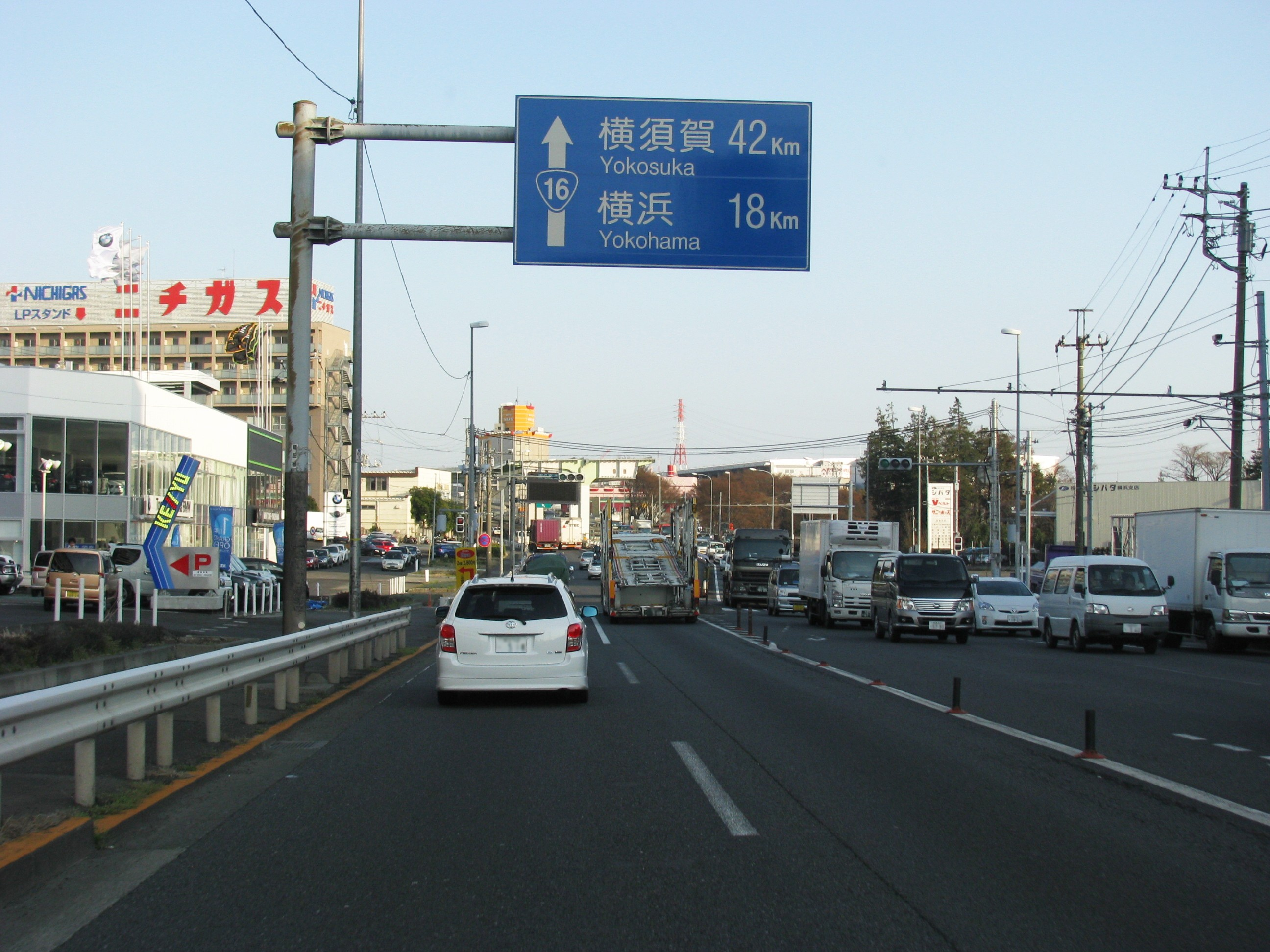
於東京都町田市鶴間的大和繞道（日语：大和バイパス）
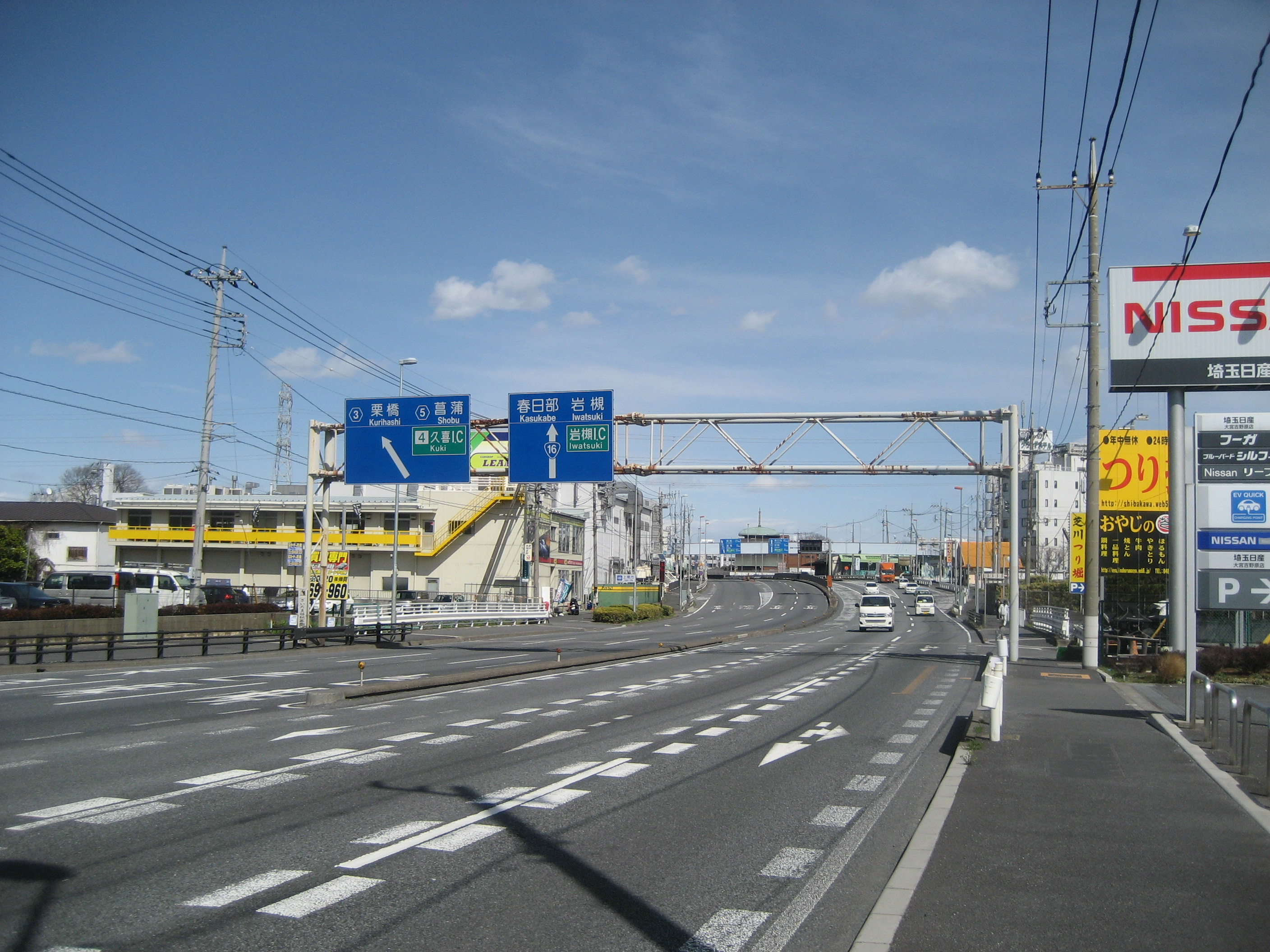
於埼玉縣埼玉市北今羽町東大宮繞道（日语：東大宮バイパス）
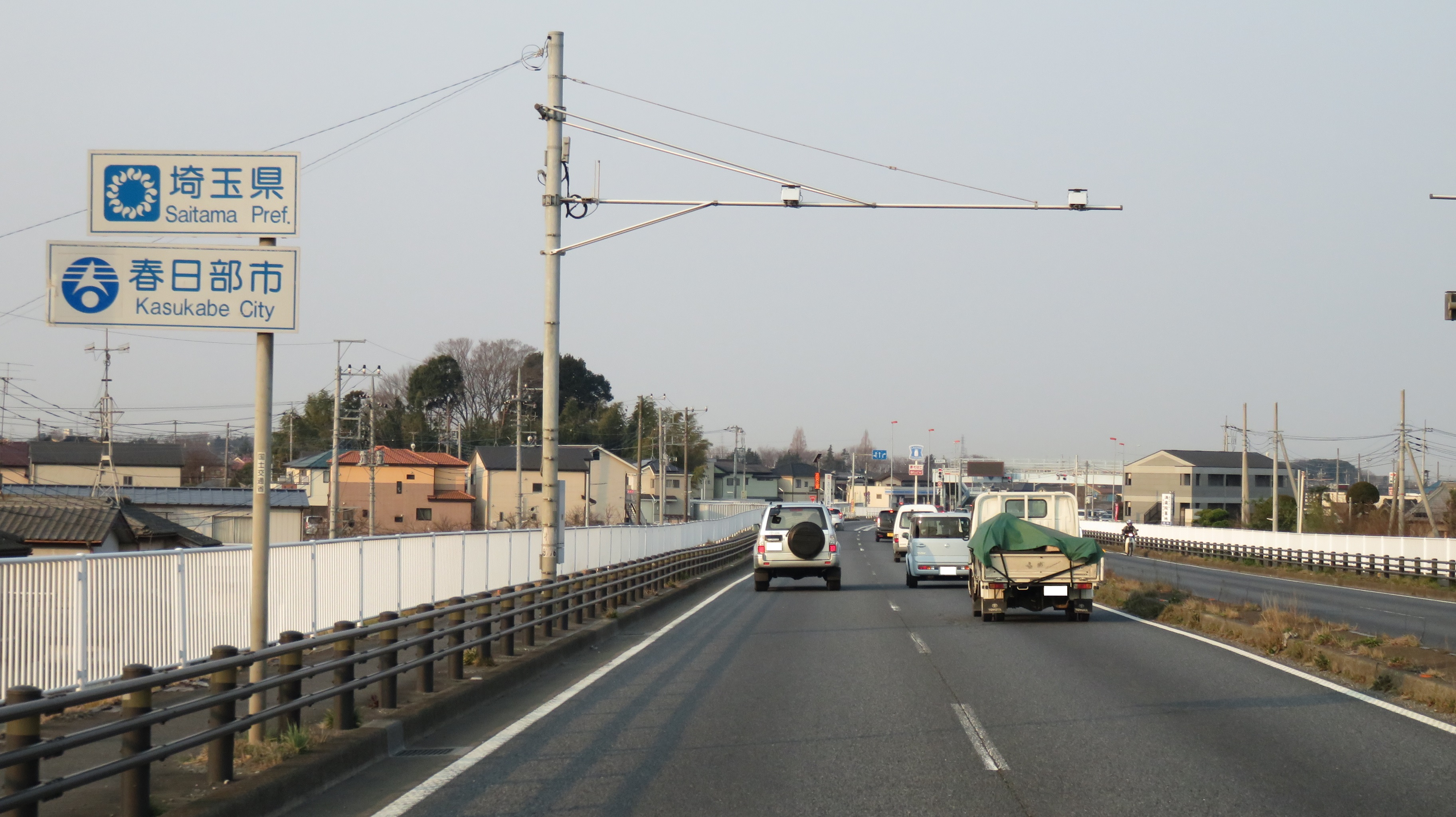
於埼玉縣春日部市的埼玉縣境標誌
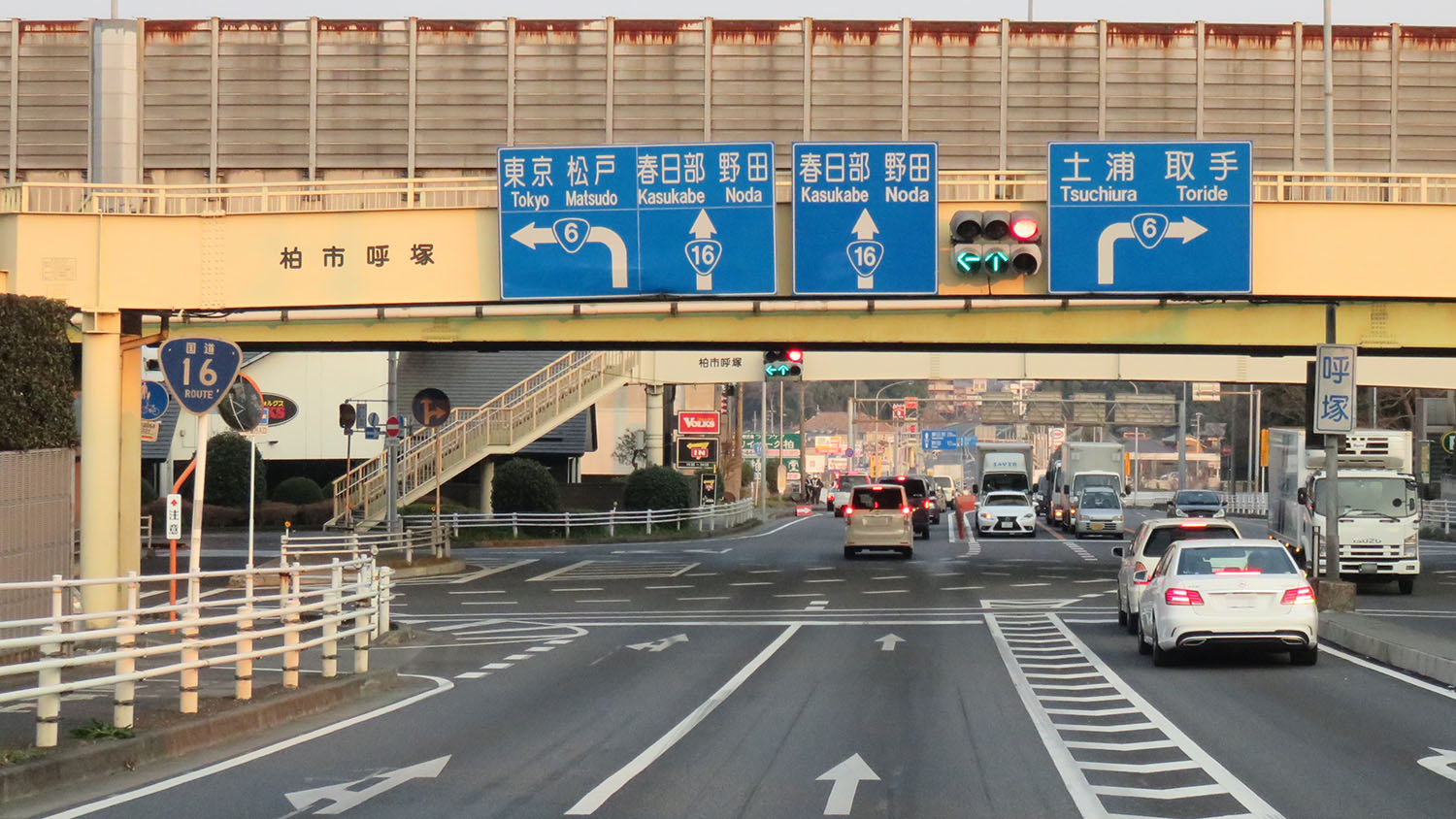
於千葉縣柏市與國道6號分岐
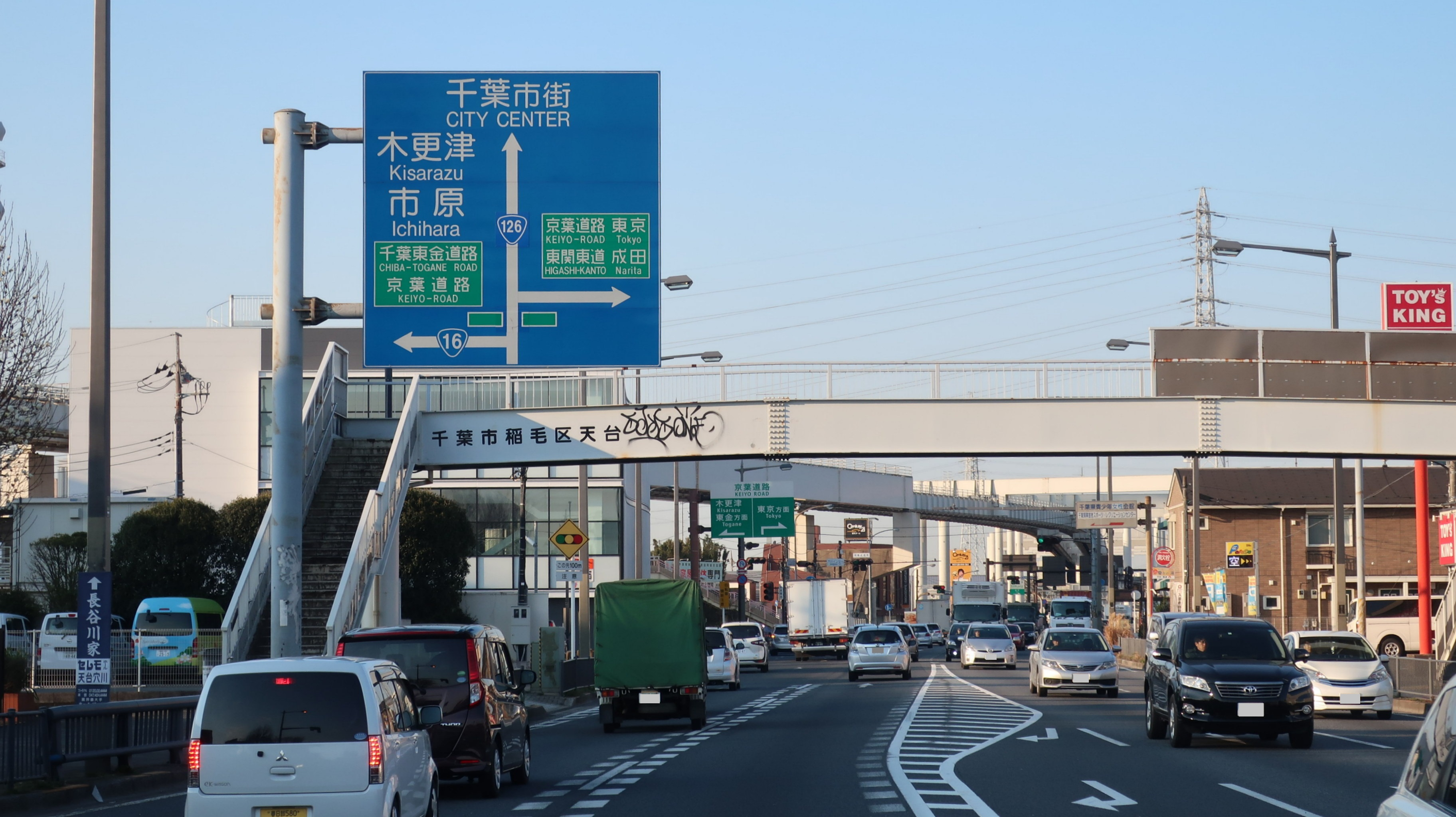
於千葉縣千葉市稻毛區與國道126號（日语：国道126号）分歧
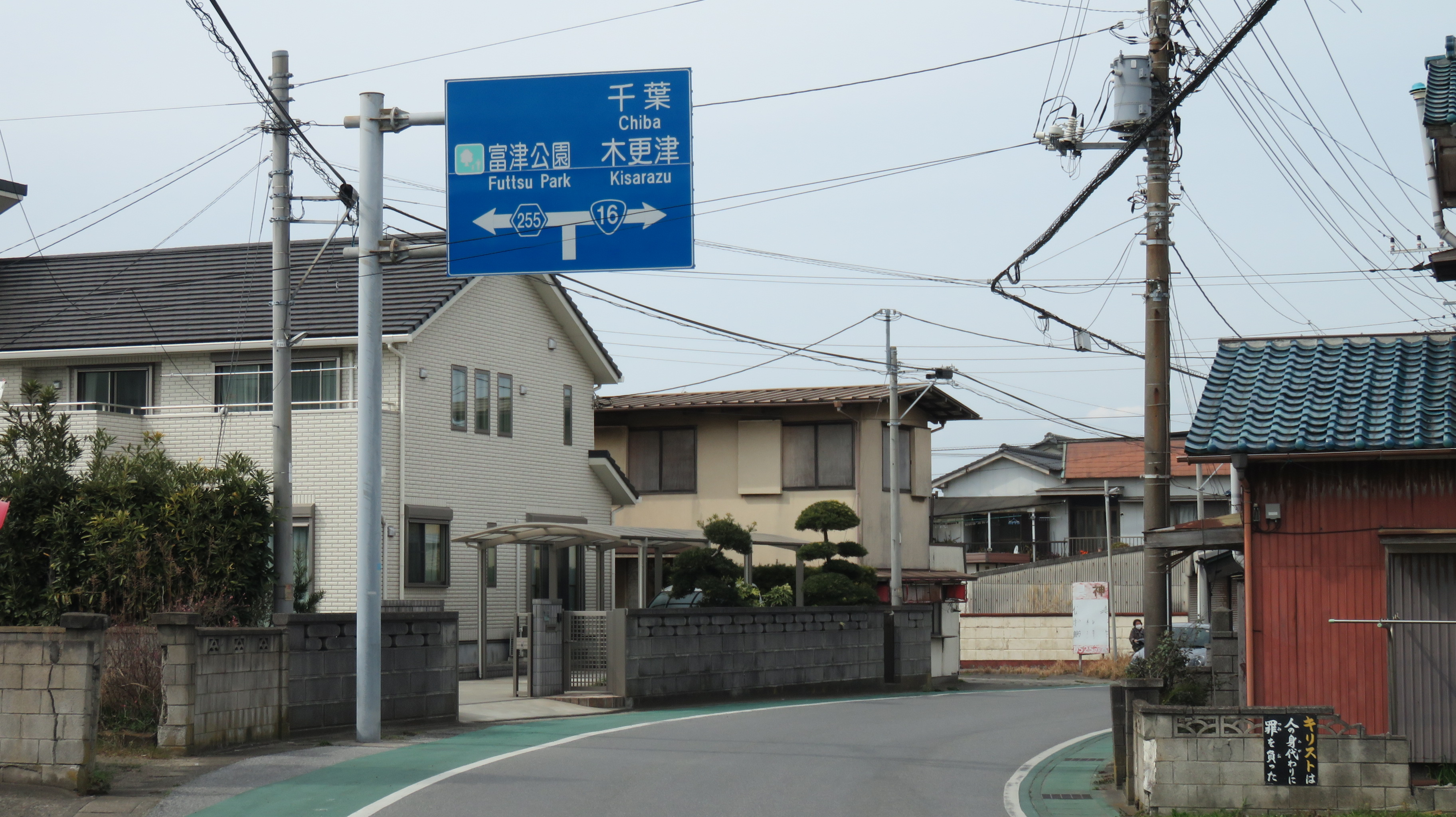
於千葉縣富津市富津的富津岬周邊

## 資料來源
- 浅井建爾.  初版. 日本実業出版社. 2015-10-10. ISBN 978-4-534-05318-3.
- 佐藤健太郎. . 講談社現代新書. 講談社. 2014. ISBN 978-4-06-288282-8.
- 佐藤健太郎. . 新潮社. 2015-11-25. ISBN 978-4-10-339731-1.
- 松波成行. . 酷道をゆく (イカロス出版). 2008-03-20: 86. ISBN 978-4-86320-025-8.

## 關連項目
- 關東地方道路一覽

## 外部連結
- 関東地方整備局 （页面存档备份，存于）
  - 横浜国道事務所（页面存档备份，存于）
  - 川崎国道事務所 （页面存档备份，存于）
  - 相武国道事務所 （页面存档备份，存于）
  - 大宮国道事務所 （页面存档备份，存于）
  - 千葉国道事務所 （页面存档备份，存于）
- 東京湾フェリー （页面存档备份，存于）
- 國道16號 - Google地图